# Waldauerbach
Waldauerbach, auch nur Auerbach genannt, ist ein Dorf im Gemeindeteil Schloßau von Mudau im Neckar-Odenwald-Kreis in Baden-Württemberg.

## Geographie
Waldauerbach liegt im Odenwald auf etwa 520 m ü. NHN an der Kreisstraße 3969 zwischen Schloßau im Norden und Scheidental im Süden sowie etwa 3,5 km westsüdwestlich des Kernorts Mudau der Gemeinde. Waldauerbach steht nahe der Wasserscheide des Neckars zum Main, denn das nach Norden ablaufende Wasser erreicht über die Mud den Main, während die nach Süden verlaufenden Bäche, darunter der einen kleineren östlichen Siedlungsteil vom Hauptteil des Dorfes trennende Eisengraben, über die Elz dem Neckar zufließen.
Die Häuser des Dorfes stehen überwiegend entlang der genannten Kreisstraße und an einer sie kreuzenden Siedlungsstraße. Das Dorf ist von einem fast geschlossenen Waldring umgeben.

## Geschichte
Erstmals urkundlich wird „Walurbach“ im Jahr 1395. Der Ortsname taucht in den folgenden Jahrhunderten nur als „Auerbach“ auf. Der Namenszusatz „Wald“ wurde später zur Unterscheidung von Auerbach bei Mosbach wieder eingefügt. Im Jahre 1935 wurde Waldauerbach nach Schloßau eingemeindet. Zum 1. Januar 1975 wurde Schloßau in die Gemeinde Mudau eingegliedert.